# Cratere Stevinus
Stevinus è un cratere lunare di 71,54 km situato nella parte sud-orientale della faccia visibile della Luna.